# Klinická biochemie

Těhotenský test (založený na detekci hCG)

Klinická biochemie je interdisciplinární obor, jeden z podoborů biochemie, respektive specializované odvětví medicíny zaměřené na zkoumání základních biochemických procesů v lidském organismu z hlediska lidského zdraví resp. z hlediska léčení nemocí, popřípadě z důvodů prevence vzniku nemocí. Ke klinické biochemii také někdy bývá řazen i lékařský obor zvaný klinická hematologie, což je lékařský obor zabývající se nemocemi krve, krvetvorby apod. popřípadě i další lékařské obory. V nemocnicích se pak často setkáváme s tím, že oba obory - obor klinické biochemie a klinické hematologie mívají společné laboratorní zázemí a vybavení (oba tyto obory spolu s dalšími diagnostickými obory obvykle spadají do tzv. nemocničního komplementu).